# 芦荻 (人名)
芦荻（1931年—2015年2月3日）女，原名芦素琴，祖籍湖南省，生于辽宁省辽阳县，中国古典文学研究家，中国小动物保护协会创办人。

## 生平

### 中国古典文学
1931年，芦荻生于辽阳县的一个书香门第。在兄弟姐妹七人中，她是最小的一个。父亲是清末的读书人，在芦荻3岁时去世。芦荻自幼打下中国古典文学功底。9岁时，芦荻便已熟读《唐诗三百首》。芦荻的母亲、姐姐、兄长，都支持芦荻读书。她曾在沈阳上学一年半，随后来到北平定居并上学。后来她进入北京大学中文系学习。
1949年，芦荻作为工作人员参加了中华人民共和国开国大典。当时芦荻起初曾报名参加开国大典中的腰鼓队，但未能入选，因为她“太笨”，“我动作不是很协调，加上个子又比大家高，就落选了，当时心里真是很气自己，看着入选的伙伴们心里嫉妒极了。 ”芦荻回忆参加开国大典的情况时说：
“那一年我才18岁，风华正茂、意气风发的年龄。你们现在的年轻人永远不会懂，我们那一辈人的感觉，那种兴奋、那种自豪，那种由衷地想为这个国家做点什么的冲动。 ”

“跟我一样的青年知识分子们都自愿担当起志愿者、守卫者的职责，我也是其中一员，那一天，我就在天安门城楼西南角的探照灯旁负责守卫，怕有人因为激动晕倒，怕敌特分子前来搞破坏。当我亲耳听见毛主席喊‘中华人民共和国中央人民政府成立了’那洪亮的声音时，心里的激动真是难以表述。”
抗美援朝期间，芦荻跨过鸭绿江，来到朝鲜战场做随军记者。朝鲜战争结束后，1954年起，芦荻在中国人民大学教授中国古典文学。后来，芦荻调往北京大学中文系任教。
1974年春开始，毛泽东的视力明显减弱了，被医生确诊为“老年性白内障”。毛泽东向来喜爱读书，尤爱中国古典诗词、文学、史书。中共中央办公厅主任汪东兴、副主任张耀祠，乃委托中共北京市委书记谢静宜从北京大学中文系物色人选，为毛泽东侍读古籍。不过几天，谢静宜便送来北京大学中文系几位教师的档案，毛泽东说：“就让芦荻来吧！ ”这是因为毛泽东读过中国青年出版社1963年出版的《历代文选》，喜欢其中的《触詟说赵太后》、《别赋》、《滕王阁序》，并记住了文章选注者芦荻之名。芦荻回忆自己第一次受到毛泽东召见的情景：
那时的感觉就像见着了至亲啊，哎呀，反正我不知道我那种感受，就哭起来了，就在那站着流眼泪，当时也不敢大声哭，我就一直抽泣，主席说，“你喜欢秋天吗”，要是一个人突然在这种场合问你这么木头木脑的话，就觉得还是做梦吧，我没有吱声，后来毛主席笑了，就说， “你会背刘禹锡的《西塞山怀古》那首诗吗？”我说，“我会背。”“那你背一个。”我就开始往下背，无目的地背，背到最后一句，我才忽然意识到最后一句是“故垒萧萧芦荻秋”。我的名字在上边，我这时候才意识到了，我就笑了，就觉得很自然，哎呀，这么回事。
芦荻与毛泽东的这次谈话持续六个多小时，直至次日凌晨4点。这次谈话后，芦荻搬到中南海内的一间宿舍居住。从1975年初，芦荻开始为毛泽东侍读古籍，每当毛泽东想听古文、讲古文时，芦荻便骑自行车在10分钟内赶到。芦荻与毛泽东的见面仅12次，芦荻也是毛泽东身边最后一位"侍讲学士"。1976年9月9日，毛泽东在北京病逝，此时芦荻已回到北京大学继续任教。

### 救助小动物
1976年，芦荻的女儿放学回家，见几个人追打一只小猫，小猫跑过之后，一道长长的血印留在地上。听到女儿的描述后，芦荻扔下书本冲出家门，最终找到并收养了这只猫，这是芦荻收养的第一只流浪动物。此后，她成为北京知名的动物保护救助人士之一。不少人捡到流浪猫狗，就送往她家。
1988年11月，芦荻开始筹备中国小动物保护协会。 1992年，经中华人民共和国农业部批准，中国小动物保护协会正式成立。同年12月，中国小动物保护协会在中华人民共和国民政部注册登记，具备独立法人资格。 2000年1月，中国小动物保护协会通过了清理整顿，再度注册登记。
为了小动物，芦荻放弃了自己的中国古典文学专业。芦荻一直担任中国小动物保护协会会长，该协会并无固定员工，日常工作大多是靠志愿者负责，协会的动物所有权及财务权一直由芦荻掌管。
2011年4月15日，一辆由河南省开往吉林省、载有520多只待屠狗的大货车，在京哈高速北京张家湾段遭到动物救助志愿者们拦下。货车司机和志愿者们在交警的协调下开入服务区后，几乎同时拨打110。警方赶到后，货车司机出示了河南省当地的动物检疫部门开具的检疫证，由此开始了和志愿者们15小时的对峙。消息在微博迅速传播，动物救助志愿者们不断向服务区涌来。翌日凌晨，货车司机与志愿者们在警方的协调下，商讨通过收购狗的方式解决，最终由中华慈善总会下属的上善基金与乐宠控股共同出资11.5万元人民币，将这车狗当作商品“购买”，并授权中国小动物保护协会处理狗的后续救治事宜。此即京哈高速救狗事件（“4·15事件”）。腾讯公司也支付给中国小动物保护协会50万元人民币，作为救助费用。由于整个救助行动混乱不堪，参与救治这些狗的10家宠物医院被拖欠大量医药费，这10家位于北京的宠物医院遂于2013年5月起诉中国小动物保护协会与腾讯公司，要求两被告共同支付拖欠的50余万元医药费。2013年7月，北京市海淀区人民法院一审判决中国小动物保护协会支付所欠医药费48万余元。中国小动物保护协会随后上诉，将腾讯公司和宠物医院告上法庭，2013年10月28日，北京市第一中级人民法院驳回上诉，维持原判。在此次与宠物医院的诉讼中，芦荻本人及中国小动物保护协会的代理律师都称芦荻已经将自己在北京的房产变卖200余万元人民币，陆续投入中国小动物保护协会的动物救助项目。

## 家庭
芦荻的丈夫于2004年去世，一双儿女都定居美国。